# Johan Boskamp

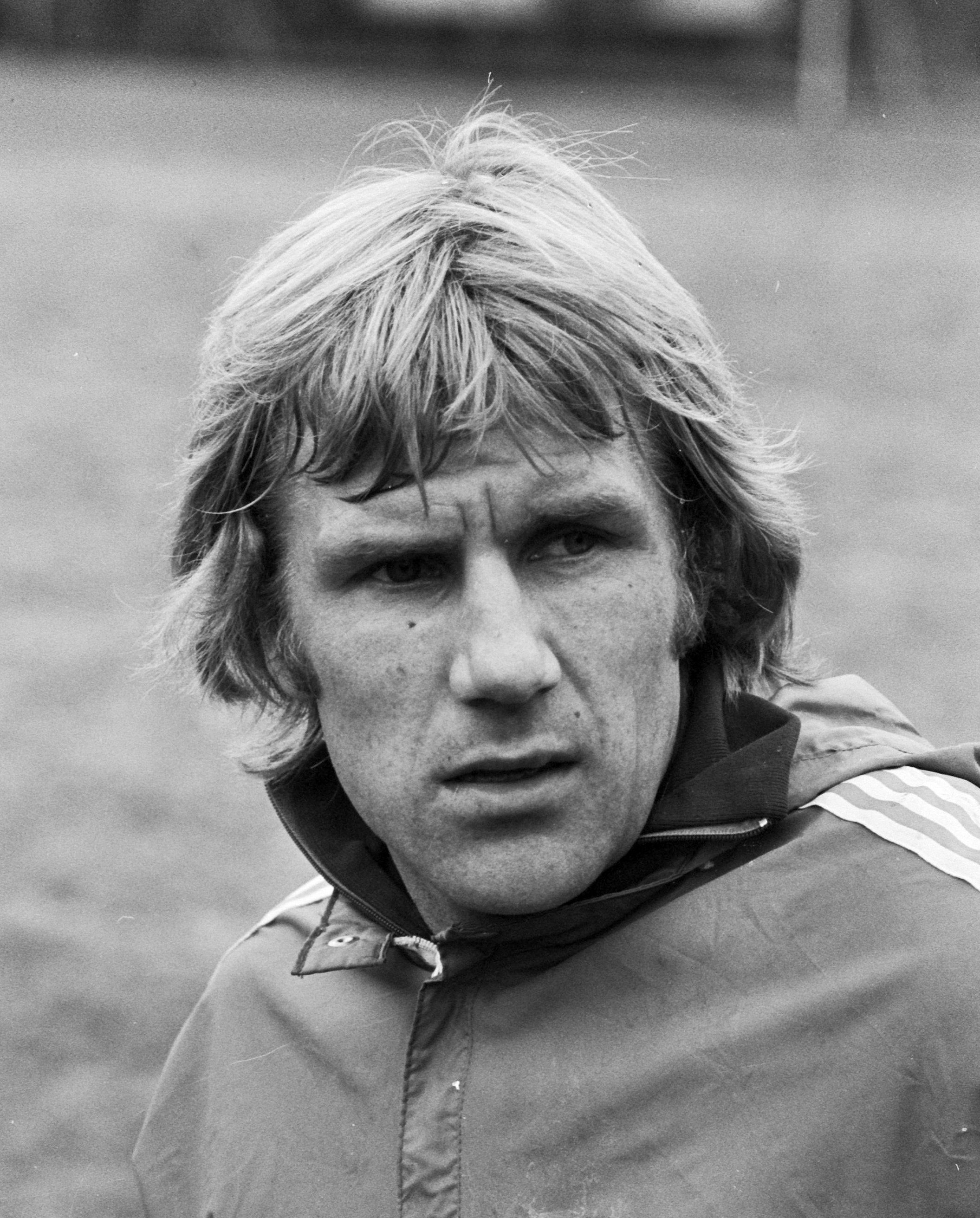
Johan Boskamp, 1977

Johannes ("Johan", też "Jan") Boskamp (ur. 21 października 1948 w Rotterdamie) – piłkarz holenderski grający na pozycji pomocnika, a po zakończeniu kariery trener.

## Kariera klubowa
Boskamp urodził się w Rotterdamie, a piłkarską karierę rozpoczynał w tamtejszym klubie HOV. Potem trafił do juniorów Feyenoordu. W Eredivisie zadebiutował w wieku 18 lat, 20 listopada 1966 roku w wygranym 3:0 meczu z GVAV. W Feyenoordzie w pierwszych trzech sezonach nie był podstawowym zawodnikiem i latem 1969 roku został wypożyczony na rok do innego pierwszoligowca, Holland Sport z Hagi. W 1970 roku Boskamp wrócił na De Kuip i już w tym samym sezonie świętował swoje pierwsze mistrzostwo Holandii (22 mecze, 2 gole). W 1974 roku natomiast awansował z Feyenoordem do finału Pucharu UEFA. Wystąpił tylko w rewanżowym meczu z Tottenhamem Hotspur, ale mógł cieszyć się ze zdobycia tego europejskiego trofeum.
Latem 1974 Boskamp przeszedł do belgijskiego RWD Molenbeek z Brukseli. Już w pierwszym sezonie gry w tym stołecznym klubie został mistrzem Belgii, jednak jak się później okazało był to jedyny tytuł mistrzowski RWD w historii. W 1975 roku został uznany Najlepszym Piłkarzem Belgii otrzymując Złotego Buta. W stołecznym klubie występował przez 8 lat i przez ten czas rozegrał w nim blisko 240 meczów ligowych i zdobył 35 bramek. Latem 1982 Boskamp zmienił klub i został zawodnikiem Lierse SK, w którym jako gracz podstawowej jedenastki występował przez 2 lata i ostatecznie w 1984 roku zakończył piłkarską karierę w wieku 36 lat.
| Sezon   | Klub                | Kraj     | Rozgrywki                | Mecze | Bramki |
| ------- | ------------------- | -------- | ------------------------ | ----- | ------ |
| 1966/67 | Feyenoord Rotterdam | Holandia | Eredivisie               | ?     | ?      |
| 1967/68 | Feyenoord Rotterdam | Holandia | Eredivisie               | ?     | ?      |
| 1968/69 | Feyenoord Rotterdam | Holandia | Eredivisie               | ?     | ?      |
| 1969/70 | Holland Sport       | Holandia | Eredivisie               | 31    | 7      |
| 1970/71 | Feyenoord Rotterdam | Holandia | Eredivisie               | 22    | 2      |
| 1971/72 | Feyenoord Rotterdam | Holandia | Eredivisie               | 21    | 5      |
| 1972/73 | Feyenoord Rotterdam | Holandia | Eredivisie               | 5     | 1      |
| 1973/74 | Feyenoord Rotterdam | Holandia | Eredivisie               | 28    | 6      |
| 1974/75 | RWD Molenbeek       | Belgia   | Eerste Klasse            | 32    | 4      |
| 1975/76 | RWD Molenbeek       | Belgia   | Eerste Klasse            | 33    | 6      |
| 1976/77 | RWD Molenbeek       | Belgia   | Eerste Klasse            | 28    | 4      |
| 1977/78 | RWD Molenbeek       | Belgia   | Eerste Klasse            | 31    | 7      |
| 1978/79 | RWD Molenbeek       | Belgia   | Eerste Klasse            | 32    | 5      |
| 1979/80 | RWD Molenbeek       | Belgia   | Eerste Klasse            | 28    | 2      |
| 1980/81 | RWD Molenbeek       | Belgia   | Eerste Klasse            | 26    | 3      |
| 1981/82 | RWD Molenbeek       | Belgia   | Eerste Klasse            | 29    | 3      |
| 1982/83 | Lierse SK           | Belgia   | Eerste Klasse            | 28    | 2      |
| 1983/84 | Lierse SK           | Belgia   | Eerste Klasse            | 31    | 1      |
|         |                     |          | Łącznie w Eredivisie     | 135   | 23     |
|         |                     |          | Łącznie w Jupiler League | 296   | 38     |

## Kariera reprezentacyjna
W reprezentacji Holandii Boskamp zadebiutował 5 kwietnia 1978 roku w wygranym 4:0 towarzyskim meczu z Tunezją, w 65. minucie zmieniając Willy'ego van de Kerkhofa. W tym samym roku został powołany przez selekcjonera Ernsta Happela do kadry na finały Mistrzostwa Świata w Argentynie. Zagrał tam w jednym meczu, przegranym 2:3 ze Szkocją i więcej nie pojawił się na boisku, ale z Holandią został wicemistrzem świata. Mecz ze Szkocją był jego drugim i jednocześnie ostatnim w reprezentacji.

## Kariera trenerska
Po zakończeniu kariery piłkarskiej Boskamp został trenerem. Gdy zakończył karierę grając w Lierse SK, w 1984 roku, wtedy został szkoleniowcem tego klubu. Zespół ten prowadził przez 2 lata, a w 1986 roku został zatrudniony w Verbroedering Denderhoutem, klubie z niższej ligi. Pracował tam przez 2 lata, a w 1990 roku został trenerem KSK Beveren i wygrywając z nią drugą ligę awansował do pierwszej. W 1992 roku Boskamp zaczął szkolić zawodników KV Kortrijk, ale już po pół roku zamienił ten klub na RSC Anderlecht. W tym najbardziej utytułowanym belgijskim klubie Boskamp pracował przez 4,5 roku, przez ten czas trzykrotnie zostając mistrzem kraju (1993–1995) i zdobywając jeden Puchar Belgii (1996). Po zakończeniu pracy ze stołecznym Andrelechtem w 1997 roku Boskamp przez rok, bez większych sukcesów, trenował KAA Gent.
W kwietniu 1999 roku Boskamp wyjechał do Gruzji, gdzie najpierw był trenerem Dinamo Tbilisi, a następnie selekcjonerem reprezentacji Gruzji, którą prowadził krótko, bo do grudnia tego samego roku. W 2000 roku Boskamp wrócił do Belgii i w dwóch sezonach zasiadał na ławce trenerskiej Racingu Genk. Kolejne przystanki w trenerskiej karierze to: Al-Wasl ze Zjednoczonych Emiratów Arabskich, a następnie egipski klub Kazma Sporting oraz reprezentacja Egiptu.
Latem 2005 Boskamp został zatrudniony w Stoke City, grającym w angielskiej Football League Championship. Stoke wzmocnił Sambegou Bangourą oraz Carlem Hoefkensem, jednak po dobrym starcie zajął z tym klubem dopiero 13. pozycję w lidze i został zwolniony ze stanowiska. Latem 2006 Boskamp został trenerem Standardu Liège, jednak po słabym początku sezonu został zwolniony już 30 sierpnia.